# تأمين الأبواب

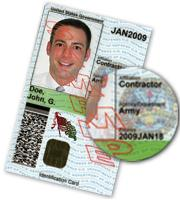

قد يشير مصطلح تأمين الأبواب أو حماية الأبواب إلى أي من مجموعة التدابير المستخدمة لتعزيز الأبواب ضد الاختراق والخلع، ومنع الجرائم مثل السطو والاقتحامات المنزلية. يُستخدم تأمين الأبواب في المباني التجارية والحكومية، والمباني السكنية أيضًا.
تعمل بعض الأبواب المعززة كأبواب مضادة للحريق لمنع انتشار الحرائق.

## أجهزة الأمان

### أجهزة الإنذار
تُستخدم أجهزة الإنذار للتحذير من عمليات السرقة.

### الأقفال
- يمكن استخدام الأقفال الذكية ليكون الدخول من الباب محصورًا بالأشخاص الذين يمتلكون مفتاحًا إلكترونيًا، أو جهاز اتصال قريب المدى مثل الهاتف الذكي. تحظى هذه الأجهزة بشعبية لدى الملّاك الذين بإمكانهم إتاحة الولوج الرقمي وتعطيله دون إعطاء المفاتيح أو إرسالها. يمكن للأقفال تسجيل أوقات الدخول والخروج، ويمكنها إطلاق أجهزة الإنذار أيضًا إذا تعرضت للضرب عند محاولة اقتحامها.[1]
- الأقفال المركبة (ديدبولت)؛ على عكس المزالج الزنبركية الشائعة، تحول آلية القفل هذا عادة دون سحب الدرباس بالقوة، إذ لا يمكن فتحه إلا باستخدام المفتاح.

### التدعيم
- يمكن أن تُدعّم صفيحة الدق بتعزيزها، أو بتعزيز إطار الباب لمنع اقتلاع الصفيحة من الإطار.
- تعزيزات الأبواب؛ تُصنع المنتجات المختلفة لمنع فتح الباب أو اختراقه. يمكن وضع صفيحة فولاذية خلف القفل أو أسفله، ثم لفها حول حافة الباب والقفل نفسه لمنع كسر الباب حول القفل. يمكن استخدام المنتجات القوية شديدة التحمل مثل البراغي المعدنية وغيرها لمنع خلع الباب بأي شكل من الأشكال.
- سلاسل الأبواب؛ تسمح السلاسل بفتح الأبواب قليلًا لإتاحة رؤية ما في الخارج بشكل يمنع مرور الأشخاص منها.
- الأقفال الثانوية الداخلية؛ البراغي المنزلقة، والسنانير، والمزالج، أو الكتل المعدنية، أو القضبان المثبتة داخليًا.
- براغي المفصلة؛ براغي طويلة أو متخصصة مهمتها منع سحب الباب من مكانه بعد إزالة مسامير المفصلة. يكون مسمار المفصلة مشدودًا غالبًا، من الداخل عندما يكون الباب مفتوحًا، في المفصلة لمنع إزالته دون فتح الباب.

## الحماية السكنية

### الأبواب السكنية الشائعة
في ما يلي أنواع الأبواب المستخدمة في المساكن: الأبواب الخشبية الصلبة، الأبواب اللوحية (ذات قلب أجوف وصلب)، والأبواب ذات الحواف الخشبية والقشرة المعدنية، والأبواب المغلفة بحواف معدنية. تُصنع إطارات الأبواب عادة من الخشب الصلب، وتحتوي في معظمها، وخاصة تلك المستخدمة لأغراض سكنية، على الخشب في أغلب الأحوال.
يوصي المتخصصون في البناء بالأبواب الفولاذية المزودة بنظام قفل متعدد. يُصنع هذا النوع من الأبواب مع بعض التشطيب الخشبي للحفاظ على اللمسة الخشبية في مظهرها الخارجي.
وجدت الاختبارات الأمنية التي أجرتها مجلة كونسيومر ريبورتس في تسعينيات القرن العشرين أن العديد من الأبواب السكنية تفشل أو تتعرض للتشوه عندما تطبق القوة عليها. صمدت الأبواب الخشبية الصلبة بقوة أكبر من الأبواب المعدنية ذات الحواف الخشبية شائعة الاستخدام في الأبنية الحديثة. ذكرت بريمدور، إحدى شركات تصنيع الأبواب واسعة الانتشار، والتي تُعرف الآن باسم ماسونايت، في أحد كتيباتها الصادرة خلال تسعينيات القرن العشرين التي تحمل عنوان «أنظمة دخول بريمدور» في الصفحة 6 أن «نتائج الاختبارات كانت ساحقة، إذ تفوقت الأبواب ذات الحواف الحديدية على الأبواب ذات الحواف الخشبية بنسبة 7 إلى 1. كسرت ضربة واحدة قوامها 100 رطل الحوافَ الخشبية وفتحت الباب، لكن كي تفتح بابًا بحواف فولاذية، عليك أن تضربه 7 مرات».
ذكرت نفس المجلة أيضًا في نتائج اختباراتها أن إطارات الأبواب تنفصل غالبًا إذا طُبق عليها القليل من القوة، وتفشل الأقفال ببساطة إذا طبقت القوة على الأبواب.